# Her Wayward Son
Her Wayward Son è un cortometraggio muto del 1914 sceneggiato e diretto da Joseph De Grasse che ne è anche interprete insieme ad Alice Reardon.

## Produzione
Il film fu prodotto dalla Lubin Manufacturing Company.

## Distribuzione
Distribuito dalla General Film Company, il film - un cortometraggio in una bobina - uscì nelle sale cinematografiche USA il 2 febbraio 1914.